# Nakhtpaaton
Nakhtpaaton (« Fort est Aton ») est un ancien vizir égyptien sous le règne du pharaon Akhenaton de la XVIIIe dynastie.
Nakhtpaaton semble avoir succédé au vizir Ramosé dans ses fonctions. Ramosé était vizir à Thèbes, probablement jusqu'au moment du déménagement à Akhetaton, la nouvelle capitale d'Akhenaton.

## Biographie
Les titres de Nakhtpaaton, tels qu'ils figurent dans sa maison et sa tombe, sont : « Prince héréditaire », « Comte », « Garde des sceaux », « Surveillant de la ville et Vizir », « Surveillant des projets de travaux à Akhetaton ».
C'est vraisemblablement Nakhtpaaten qui est représenté dans la tombe de Mahou qui faisait office de chef de la police. Mahou est représenté en train de rencontrer un vizir et un fonctionnaire de rang inférieur nommé Heqanefer dans une scène liée au maintien de l'ordre dans la ville. Mahou conduit trois individus devant le vizir, dont deux sont barbus. Ces hommes semblent avoir été accusés de s'être introduits dans la zone désertique entourant Amarna.

## Résidence
Nakhtpaaton vivait dans la partie sud de la ville d'Akhetaton, et sa maison a été retrouvée. Elle était située à l'extrême sud de la ville et assez éloignée du palais. Nakhtpaaton devait se rendre quotidiennement dans la partie centrale de la ville pour remplir sa fonction.
La maison de Nakhtpaaton était un grand manoir qui comprenait des salles de réception, des chambres, une salle de bains, des toilettes et des bureaux.
La maison a été décrite en détail par Leonard Woolley en 1922. Une volée d'escaliers menait à un ensemble de petites pièces d'entrée. Au-delà des petites pièces se trouvait une grande loggia couverte, ouverte sur le côté. Les murs ont été blanchis à la chaux, et des couleurs ont été utilisées pour accentuer l'espace. Le plafond de la loggia a été peint en bleu foncé,.
L'espace central du bâtiment, un hall à piliers, était la principale zone de réception de la maison. Il mesure environ huit mètres carrés. Sur un côté de la pièce, un divan en briques s'étendait sur presque toute la longueur du mur. Les plafonds étaient hauts et une lumière indirecte filtrait dans l'espace.
L'espace de réception s'ouvrait sur une autre loggia avec de grandes fenêtres ouvertes sur un côté, et il s'agissait peut-être d'un espace utilisé en hiver lorsque le soleil l'aurait réchauffé. Cet espace était décoré d'une scène montrant Akhenaton adorant les cartouches d'Aton. Une autre niche mentionne les titres de Nakhtpaaton et porte l'Hymne à Aton.
À côté de la salle principale se trouvait une entrée vers une autre salle de réception. Il s'agissait d'un espace plus privé que la grande salle de réception mentionnée ci-dessus. À proximité se trouvaient les chambres du vizir et de son épouse. À côté des chambres se trouvaient des pièces qui servaient de salle de bains et de toilettes. La baignoire était placée sur une plate-forme surélevée et des escaliers étaient construits pour que les serviteurs puissent verser de l'eau sur le baigneur.

## Sépulture
Sa tombe était la tombe n° 12 des tombes rupestres amarniennes. Seules la façade et l'entrée ont été achevées pour cette tombe. Il y a des débuts de trois colonnes dans la salle principale, mais la tombe n'a jamais beaucoup dépassé ce stade.